# Sol Spiegelman
Sol Spiegelman (New York, 14 december 1914 – aldaar, 20 januari 1983) was een Amerikaans moleculair bioloog. Hij ontwikkelde een techniek genaamd nucleïnezuurhybridisatie, waarmee de basis werd gelegd voor vooruitgangen in recombinant DNA-technologie.
Spiegelman werd geboren in New York (stadsdeel Brooklyn) en in die stad opgeleid, en behaalde een bachelor's degree in wiskunde aan de City College van New York in 1939. Voor zijn master ging Spiegelman naar de Columbia University in 1940, waarbij hij zich richtte op cellulaire fysiologie. Hij voltooide deze studies aan de Washington-universiteit te Saint Louis (1942–44) en promoveerde aldaar in 1944. Vervolgens werd Spiegelman US Public Health Service Fellow aan de University of Minnesota, en trad hij toe tot de faculteit van de Universiteit van Illinois waar hij later professor microbiologie werd en daar 20 jaar verbleef.
In 1962 verbeterde hij een moleculaire biologische techniek waarmee specifieke RNA- en DNA-moleculen in cellen kunnen worden gedetecteerd: nucleïnezuurhybridisatie. Deze techniek werd oorspronkelijk ontwikkeld door Rich en Davies in 1956. De verbetering ervan door Spiegelman vormde een voedingsbodem voor diverse vooruitgangen in de recombinant DNA-technologie. Hij onderzocht hoe cellen enzymen, DNA- en RNA-structuren vormen, maar bestudeerde ook virologie en de moleculaire basis van kanker. Hij werd bekend door een experiment met zelfreplicerende RNA-structuren die hij Spiegelman's Monster noemde.
Spiegelman ontving de Lasker Award in 1974 voor zijn werk aan Qβ-RNA. In 1981 ontving hij de Feltrinelliprijs in de biologie voor zijn bijdragen aan de moleculaire biologie. Hij publiceerde meer dan 350 artikelen. Spiegelman stierf in 1983 aan pancreaskanker.
- Gemeinsame Normdatei: 1077796900
- International Standard Name Identifier: 0000 0003 8062 0930
- Library of Congress Control Number: n2012186602
- SNAC: w65b1r60
- Virtual International Authority File: 260110441
- WorldCat: E39PBJtX4xjPxwk4gtr7bMWFKd